# Maria in der Zarten

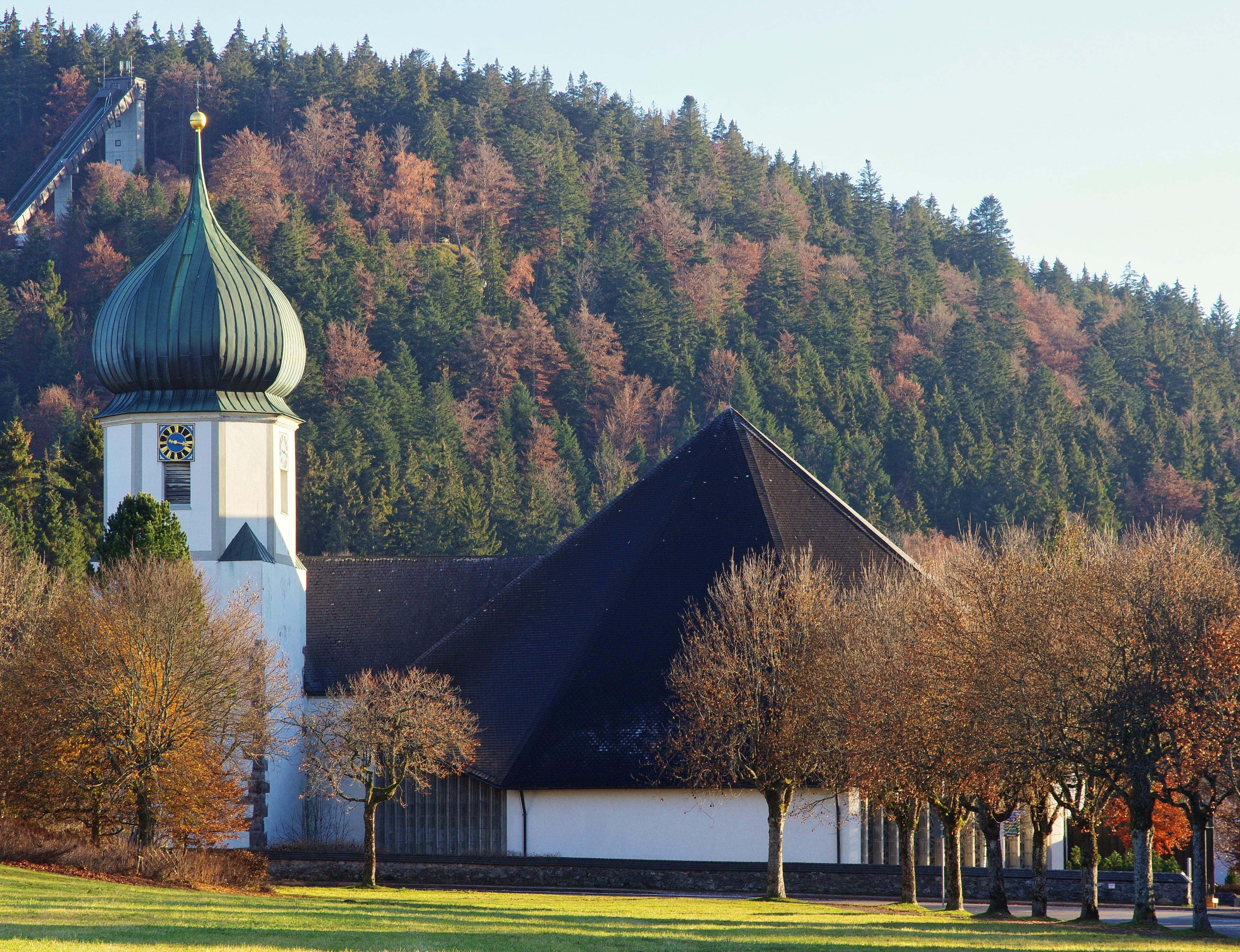
Die Kirche von Norden

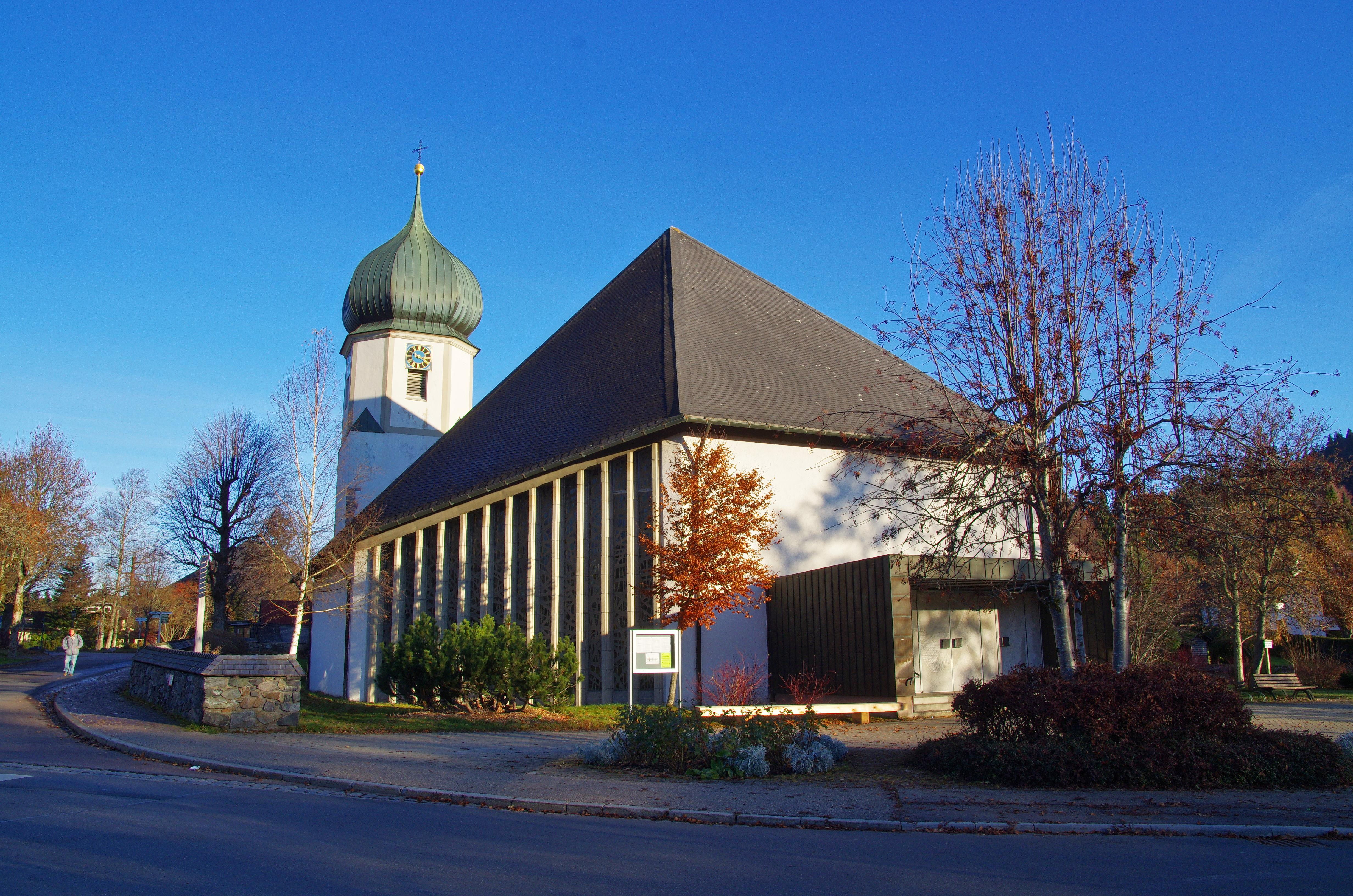
Ansicht von Nordwest

Maria in der Zarten ist die katholische Pfarrkirche der Pfarrei Mariä Himmelfahrt in Hinterzarten, die zur Seelsorgeeinheit Beim Titisee des Dekanats Neustadt gehört. Ihre Geschichte und Gestalt hat besonders der badische Lehrer und Kunsthistoriker Hermann Brommer beschrieben.

## Geschichte der Pfarrei
Bis 1799 bildeten Hinterzarten, Breitnau und das Höllental dazwischen eine einzige Pfarrei. Pfarrsitz war über den größten Teil dieser Zeit Breitnau – ob allerdings von Anfang an, ist nicht sicher. Zur Zeit der Besiedelung um das Jahr 1000 gehörte die Region als Herrschaft auf dem Walde den Herren von Falkenstein mit ihrer Burg im Höllental. Im Jahr 1148 weihte der Konstanzer Bischof deren Eigenkirche St. Oswald (Höllental). Die erste gründliche Untersuchung – durch den Geographen Ekkehard Liehl (1911–2003) – nahm an, St. Oswald sei auch „die älteste Pfarrkirche der Falkensteinschen Herrschaft auf dem Wald“ gewesen und der Pfarrsitz erst etwa hundert Jahre später „hinauf in die ‚Breite Owe‘“ gerückt. Eine jüngere Untersuchung – die Dissertation des Historikers Bernhard Mangei – befürwortet die Priorität einer Pfarrkirche in Breitnau, das allerdings explizit erst 1275 erwähnt ist. Vom 13. Jahrhundert an war St. Oswald jedenfalls Filialkirche von Breitnau.
Der kirchliche Beginn in Hinterzarten wird auf einen „Schwefelbrunnen“ in der Zarta zurückgeführt, am Zartenbach, der stromab als Rotbach das Höllental durchfließt. Die Quelle und ein Bildstock mit einer Muttergottesstatuette daneben, „Maria in der Zarten“, als mirakulös heilend empfunden, zogen Pilger an. 1416 wurde eine Wallfahrtskirche gebaut, die von einem dem Breitnauer Pfarrer unterstellten Kaplan betreut wurde. Ein Bauer stiftete außer dem Bauplatz für Kirche und Kaplanshaus ein großes Stück Land, das Pfarrwittum, für den Lebensunterhalt des Kaplans. Seither gab es also drei Kirchen im Höllental und den Bergen nördlich und südlich. St. Oswald gehörte zum Verantwortungsbereich des Hinterzartener Kaplans. Alte Verträge verpflichteten den Breitnauer Pfarrer an allen Marienfeiertagen zu einem Gottesdienst in der Hinterzartener Kirche und jeden dritten Sonntag zu einem Gottesdienst in St. Oswald. An festgesetzten Tagen mussten umgekehrt die Hinterzartener in Breitnau die Messe besuchen, bei der ihr Kaplan zu assistieren hatte. Diese und andere Regelungen – das Taufbuch wurde für die Hinterzartener in Hinterzarten geführt, das Ehe- und Totenbuch aber in Breitnau – wurden im 18. Jahrhundert mehr und mehr als anachronistisch empfunden, die gegenseitigen Kirchenbesuche als „gantz unnütze Excursionen“.
Die Hinterzartener Kapläne bemühten sich ab 1750 um eine Trennung von Breitnau. Inzwischen war die weltliche Obrigkeit von den Falkensteinern zunächst, 1408, auf die Snewlin von Landeck übergegangen, dann, 1568, auf die Freiherrn von Sickingen-Hohenburg, die alle drei Kirchen nachdrücklich förderten. Sie verkauften schließlich 1651 das Höllental als Vogtei Steig an die Herren von Pfirt, behielten aber Breitnau und Hinterzarten in ihrem Besitz. Mit den Sickingern, den Pfirtern und Karl-Ludwig Magon (1720–1794), Breitnauer Pfarrer für fast ein halbes Jahrhundert (1745–1794), hatten die Kapläne zu verhandeln. Magon widerstand zäh, flexibel und manchmal grob. Der Verlust Hinterzartens hätte „eine Schmälerung seiner Einkünfte bedeutet und sein pfarrherrliches Wirkungsfeld auf Breitnau reduziert“. Obwohl der Josephinismus die Bildung neuer Pfarreien begünstigte, wurde die Loslösung Hinterzartens erst 1799 vom Kaiser in Wien genehmigt: „Welche allerhöchste Entschließung hiemit dem nunmehrigen Pfarrer zu Hinterzarten, Herr Joseph Strobel zu seiner Wissenschaft und Anweisung eröffnet wird. Freyburg am 4tn Merz 1799. Reichsgräflich v: Sickingsches Vormundschafts Amt.“ St. Oswald blieb Filiale von Hinterzarten. Bestrebungen, die „alte Spelunke“ aufzugeben, widersprach die Herrschaft Pfirt und lehnte die seit 1806 zuständige Großherzogliche Regierung in Karlsruhe ab. Joseph Strobels Nachfolger als Pfarrer war von 1803 bis 1810 Vincenz Zahn (1778–1844), anschließend Pfarrer in Sankt Georgen und dann Ministerialrat in Karlsruhe. Er verfasste eine Pfarrchronik, die wichtigste Quelle zur Hinterzartener Ortsgeschichte.

## Baugeschichte
Älter als die Kirche von 1416 ist das Untergeschoss des Turmes mit seinen Buckelquader-Kanten und schießschartenartigen Öffnungen. Es diente vermutlich als Kapelle. 1416 wurde ohne Verbindung mit dem Turm ein Langhaus erbaut, das um 1600 erhöht und nach Westen verlängert wurde. 1722 baute man einen Chor, der Turm und Langhaus miteinander verband. In die dreieckige Nische zwischen Chor und Turmsüdwand setzte man eine Ölberggruppe. 1732 wurde der Turm durch einen achteckigen Aufsatz erhöht und mit einer Zwiebelhaube bekrönt. Diese Gestalt behielt das Gotteshaus 230 Jahre, bis 1962.
Im Jahr 1901 wurde erstmals eine Vergrößerung beantragt, die jedoch unterblieb. Im Zweiten Weltkrieg wurde die Kirche beschädigt und von 1952 bis 1954 renoviert. In den 1960er Jahren fiel die Entscheidung für einen durchgreifenden Umbau. Der Architekt Hugo Becker (1897–1967) sollte den Turm, den Chor und die drei barocken Altäre erhalten, das Schiff dagegen neu aufführen und so gestalten, dass der niedrige Turm beherrschend blieb. Das Schiff sollte im Übrigen „baulich modern, ein Ausdruck unserer Zeit sein, unseren vertieften liturgischen Einsichten entsprechen und zugleich bruchlos <zum Bestehenden> passen.“ Am Aschermittwoch 1962 fand der letzte Gottesdienst in der alten Kirche statt, am 13. April 1963 wurde die neue geweiht.

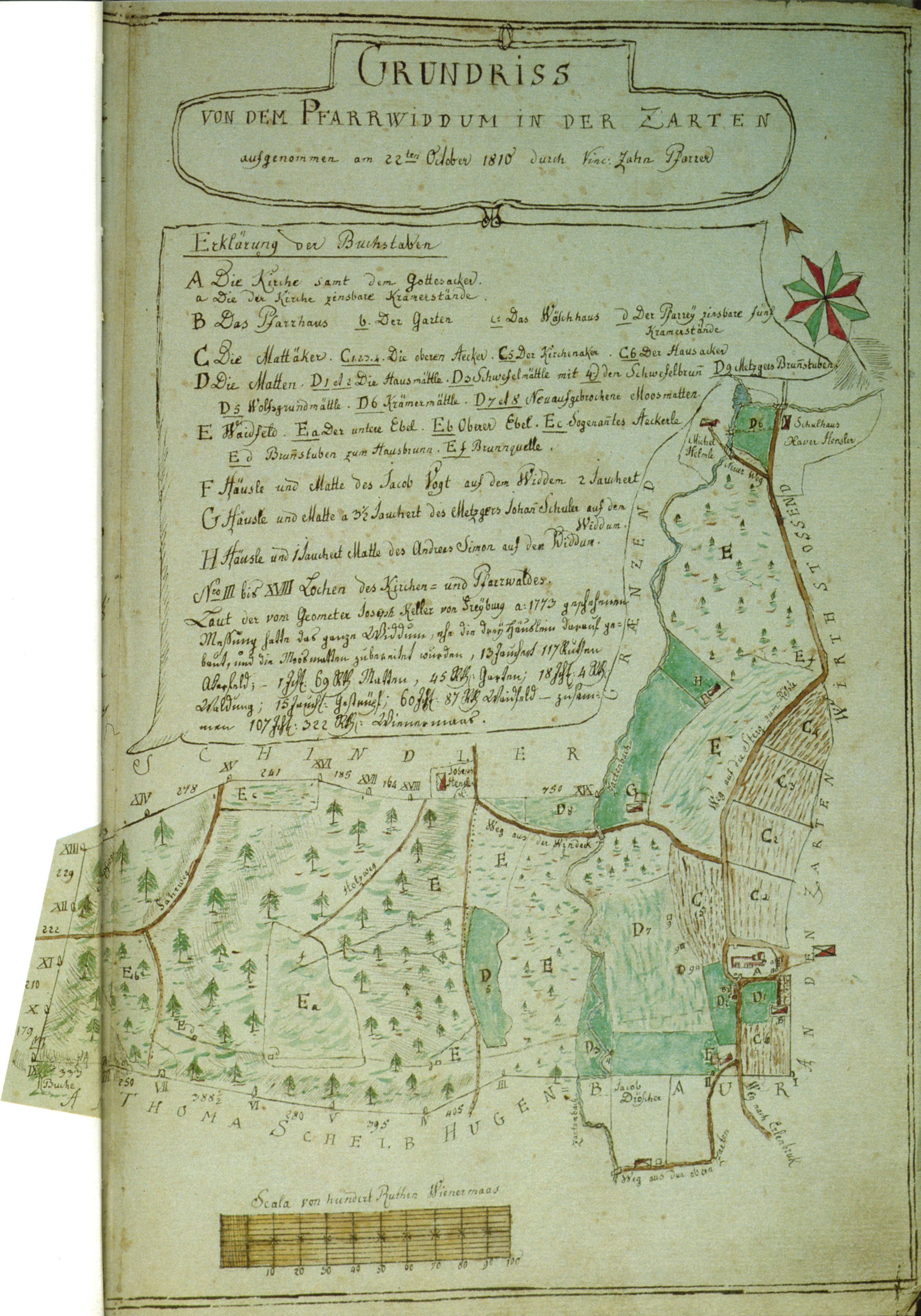
Das Pfarrwittum 1810. „D3“ südwestlich der Pfarrkirche „A“ ist das „Schwefelmättle“, „D4“ der „Schwefelbrun“.
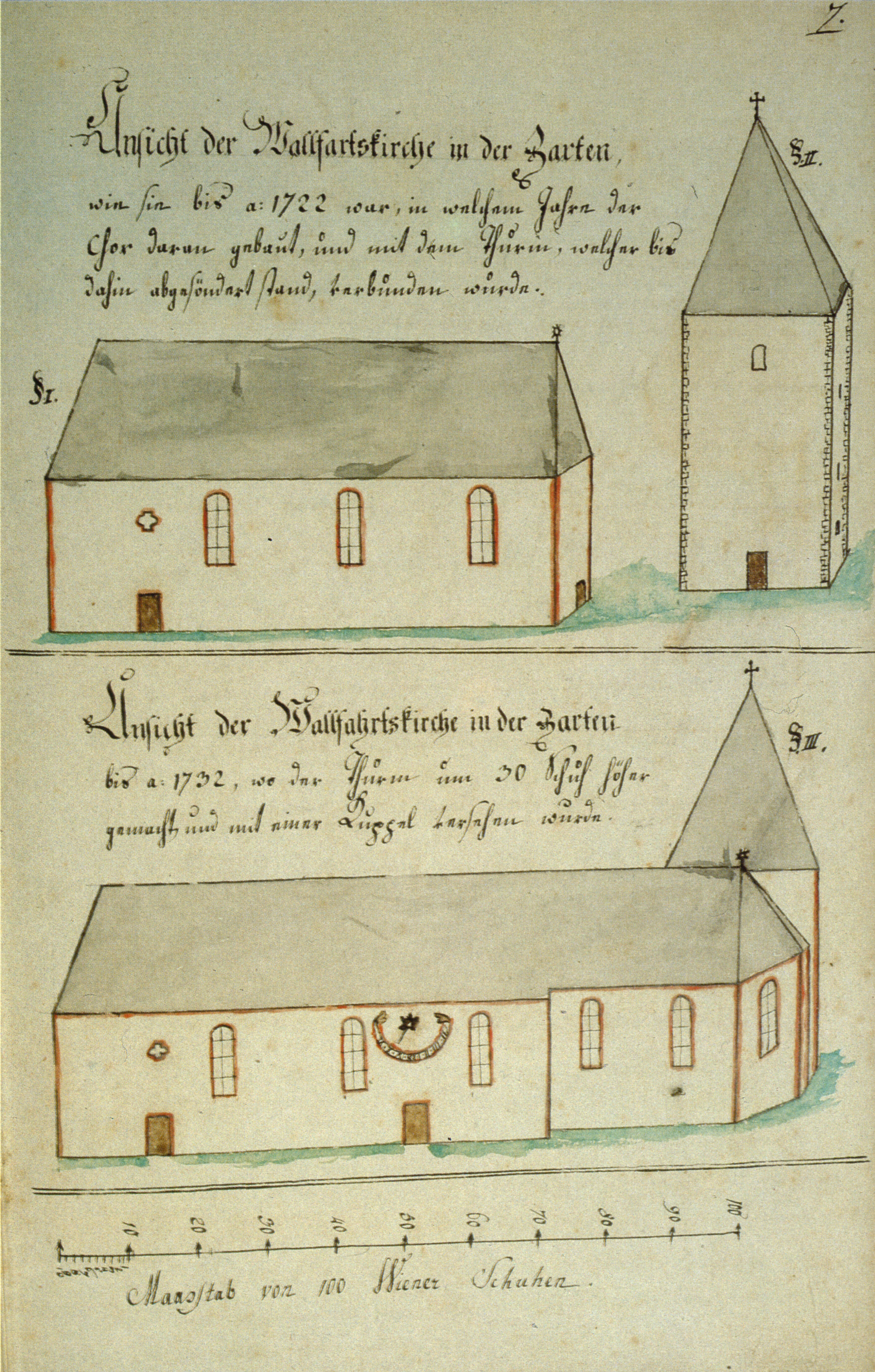
Die Kirche 1722 und 1732, der Turm vor der 1732er Erhöhung und Krönung mit Zwiebelhaube.
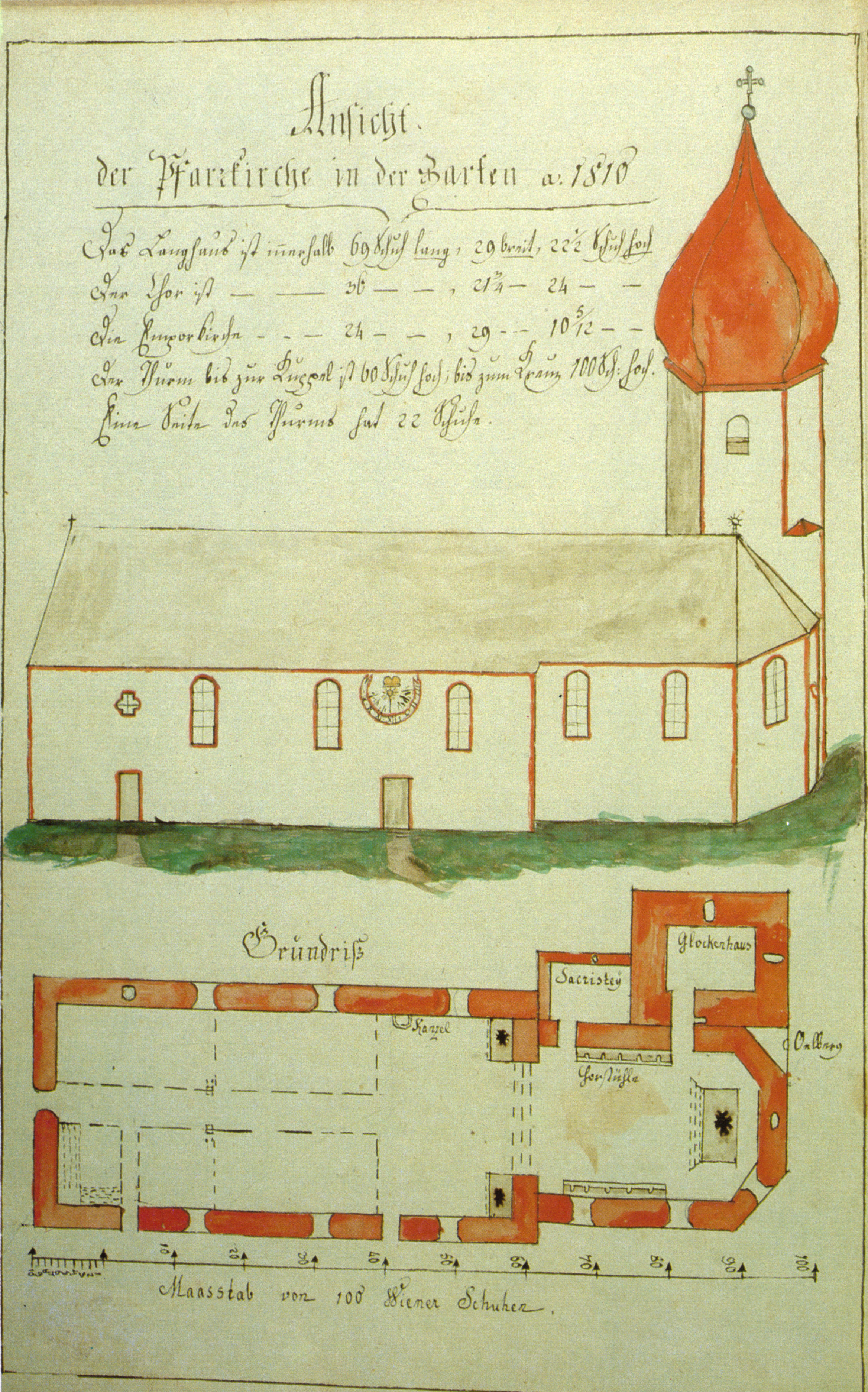
Die Kirche 1810
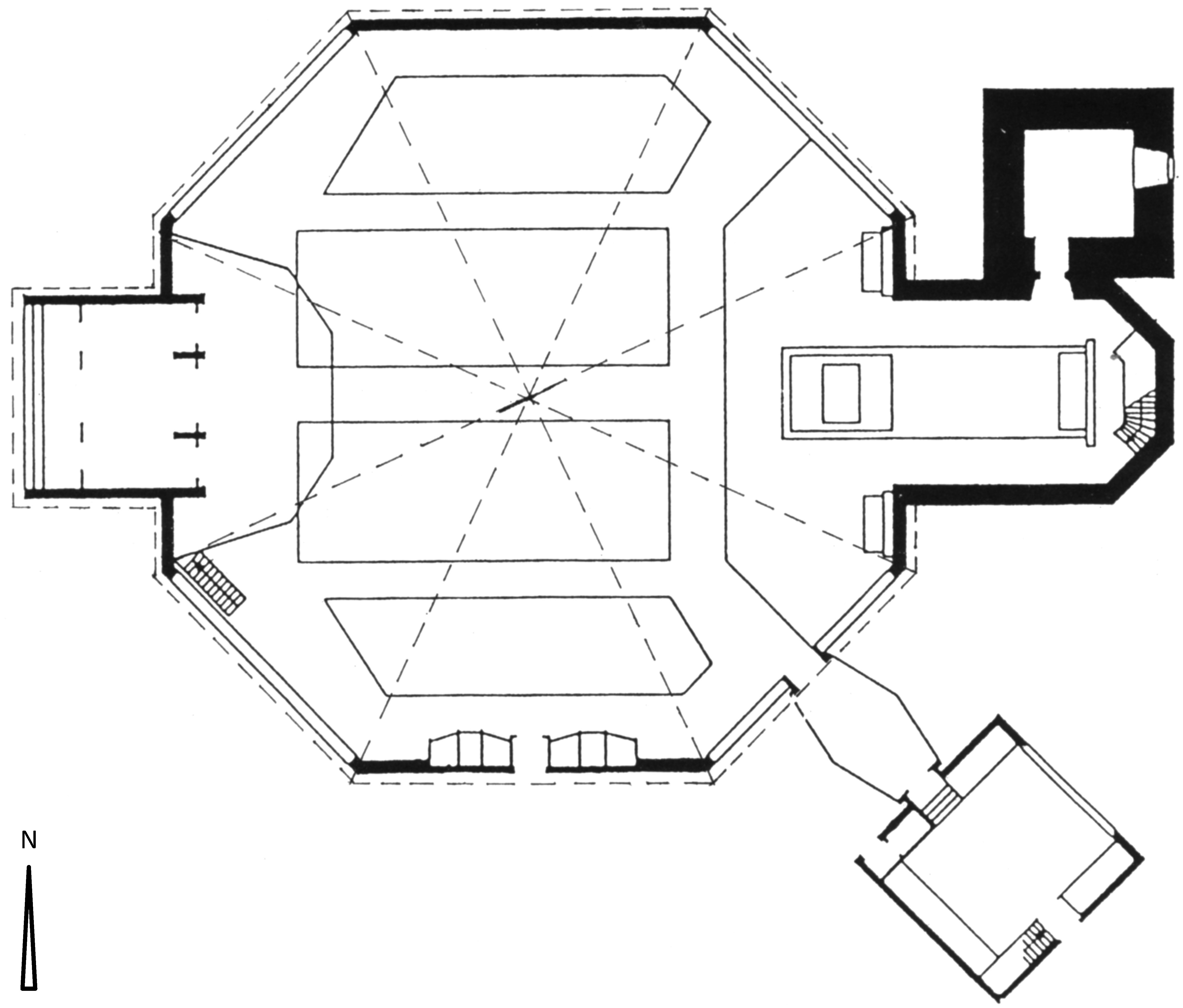
Grundriss der heutigen Kirche

## Gebäude
Eine große Wiese, das „Kirchenfeld“, Teil des bis heute der Pfarrei gehörenden Pfarrwittums, gewährt von Norden freien Blick auf die Kirche mit ihrem Zwiebelturm, Wahrzeichen des Dorfes. Zwar wurde der sie umgebende Friedhof aufgelassen, doch stehen noch ein Teil der Friedhofsmauer und einige Grabsteine. Im Osten außerhalb der Mauer erinnern geschindelte Läden mit Kunstgewerbeartikeln und Schmuck an die früheren, für Wallfahrtsorte typischen Devotionaliengeschäfte. An die Stelle des rechteckigen Langhauses ist, westlich an den barocken, dreiseitig geschlossenen Chor anschließend, ein Achteckraum getreten. Vier der acht Wände werden ganz von Dickglasfenstern mit abstrakten Farbmustern eingenommen, entworfen von Wilfrid Perraudin. Die beiden östlichen steigen zum Chor, die beiden westlichen zur Eingangswand hin an. Durch die südöstliche Fensterwand gelangt man in eine Taufkapelle und weiter in die als separates Gebäude aufgeführte Sakristei. Über die niedrigere, massive Nord- und Südwand ist das verschieferte Zeltdach tief herabgezogen, Zitat des Schwarzwaldhauses. Ins Innere gelangt man durch eine verkupferte Vorhalle. Dem Eintretenden öffnet sich jenseits der freitragenden Orgelempore das Achteck weit, hell und einheitlich, überfangen von der Holzverkleidung des Zeltdachs. Die Bankreihen bilden vier Blöcke. Der Boden senkt sich leicht zum Altarraum vor dem Chor hin. Durch den Achteckraum sind Drähte gespannt, die nach Brommer „schädliche Erdstrahlen neutralisieren“ sollen.

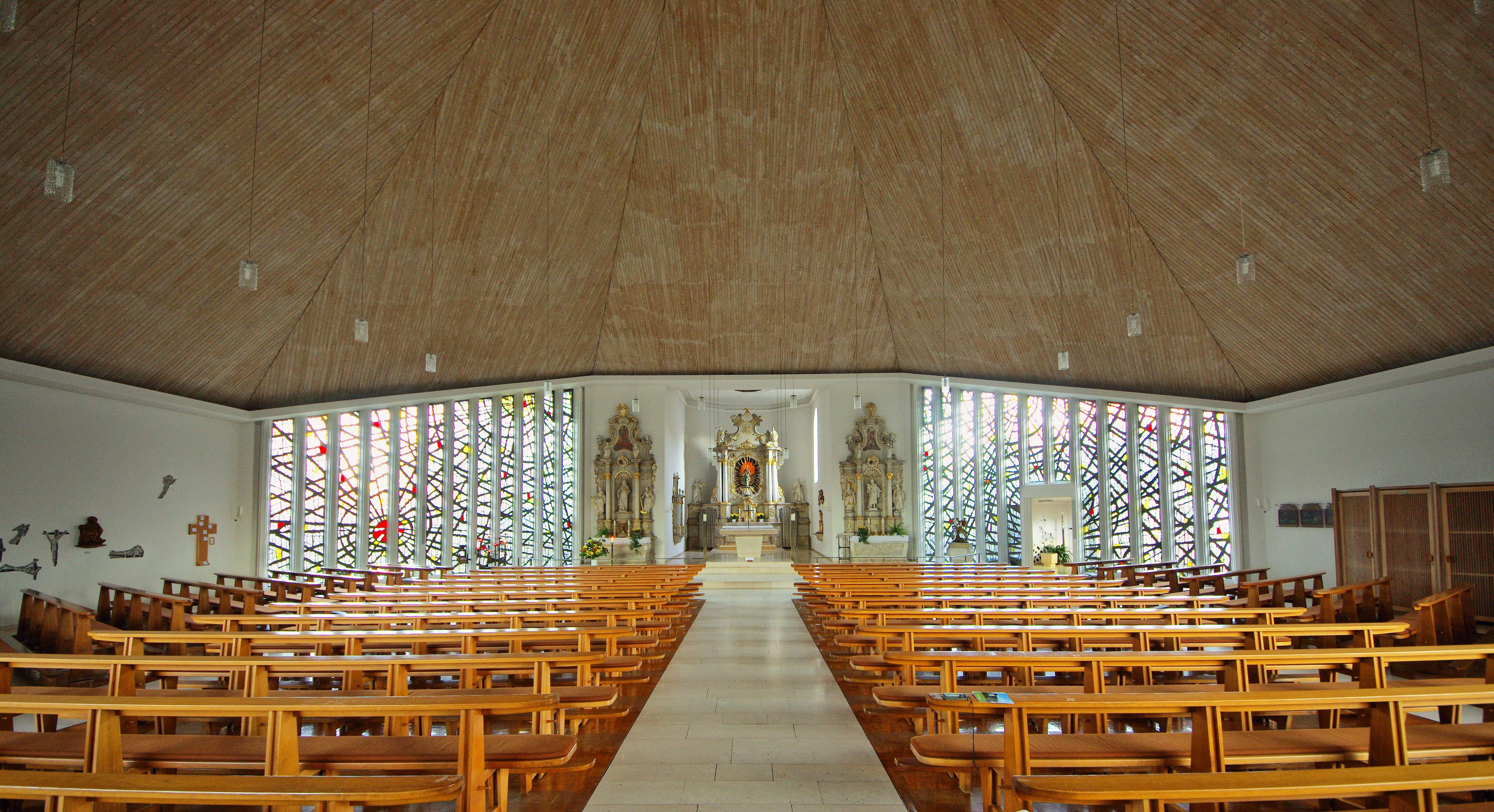
Chor
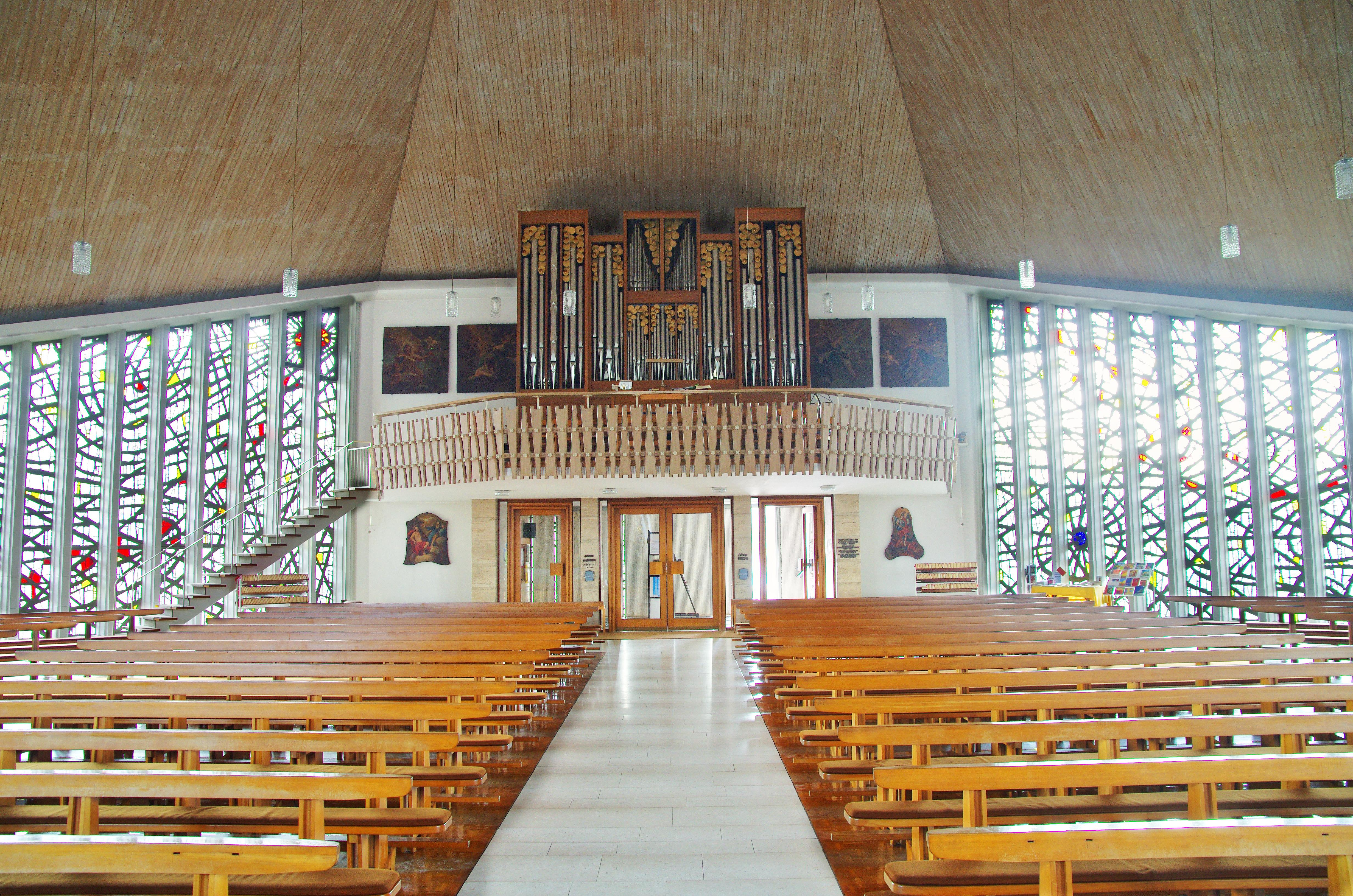
Eingang
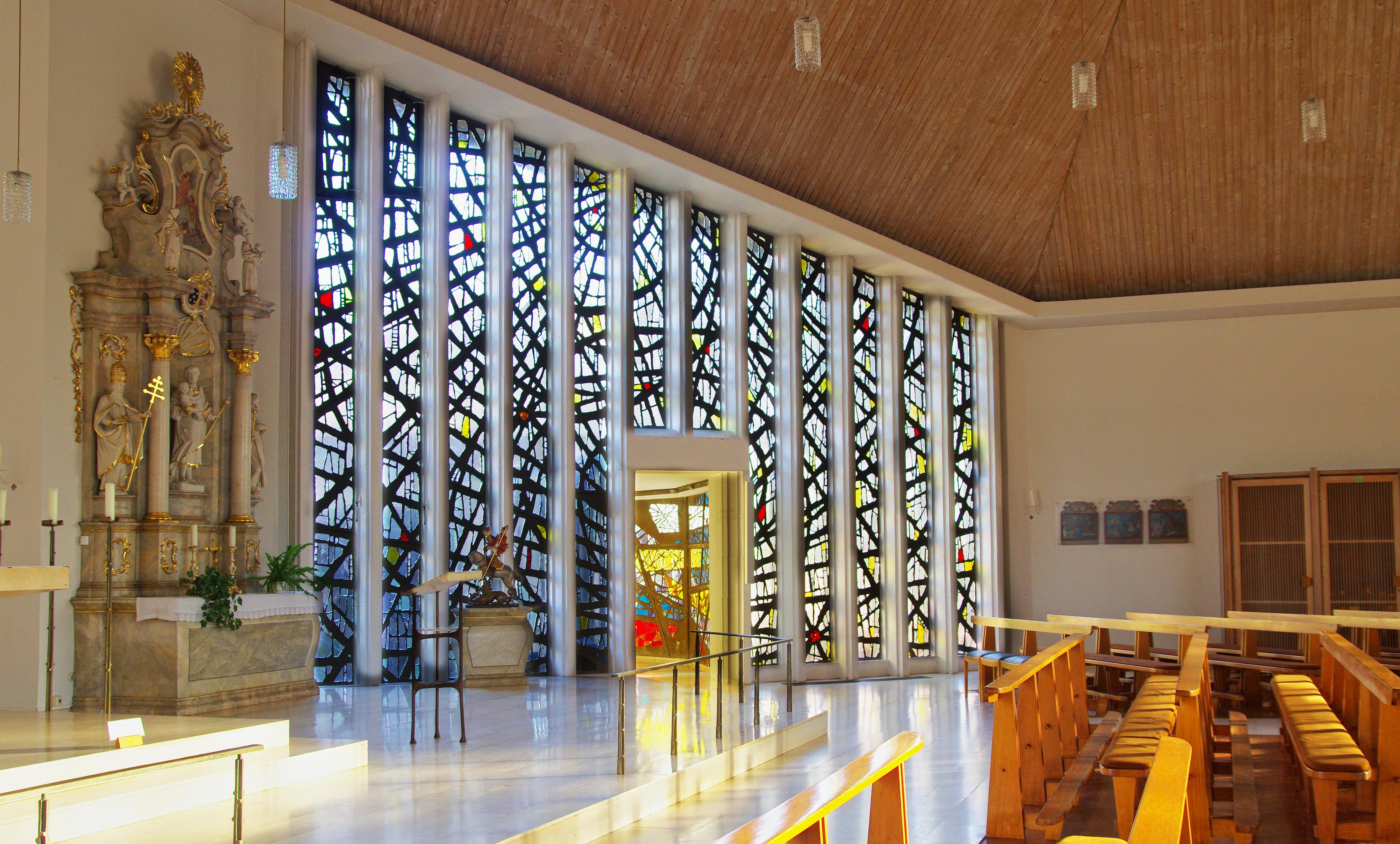
Taufkapelle und Sakristei

## Ausstattung

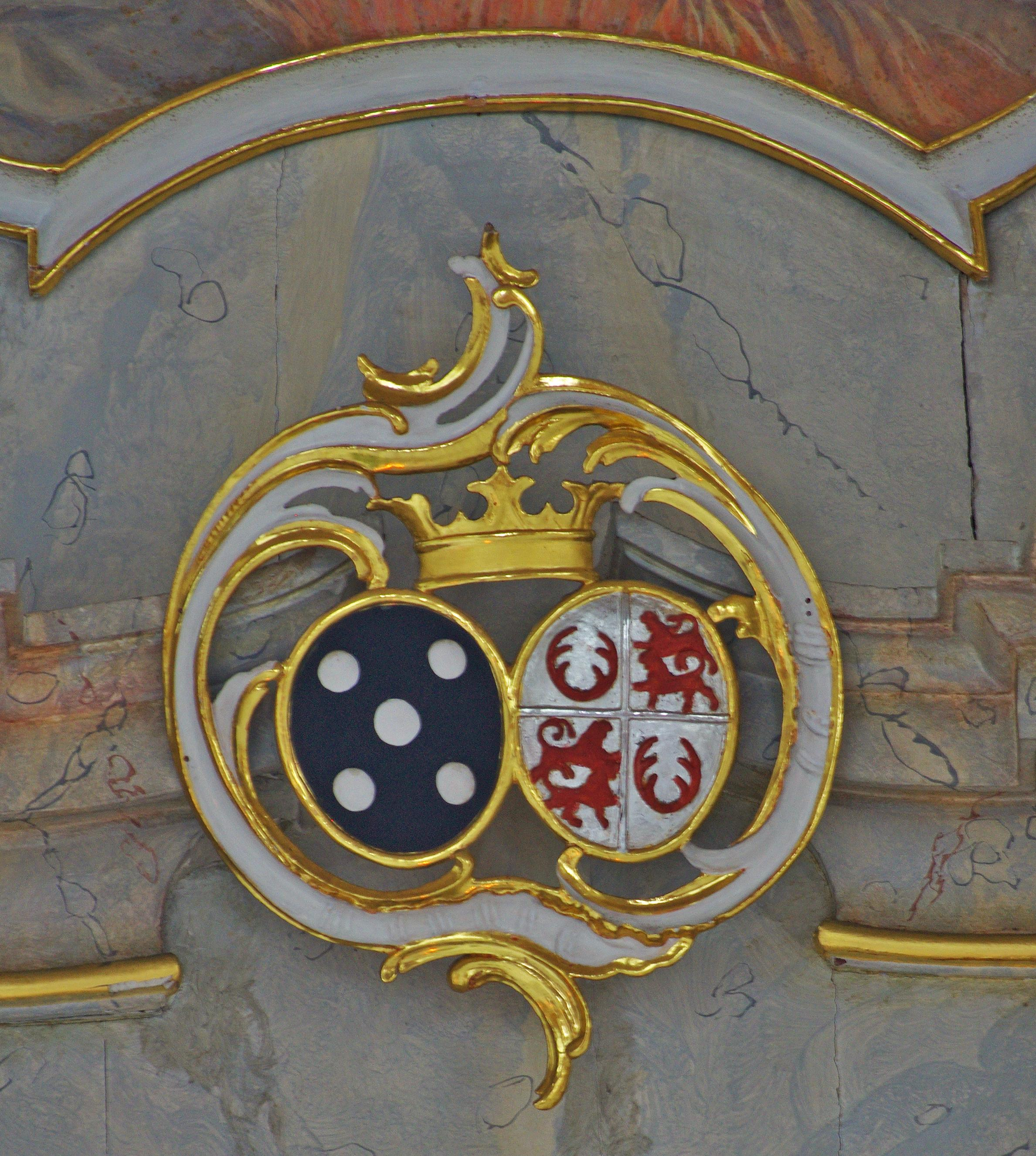
Stifterwappen

Die Tonfiguren des Ölbergs außen im Winkel zwischen Chor und Turm stammen von 1790. Daneben erinnert eine Gedenktafel an Pfarrer Vincenz Zahn. An der Außenwand der Sakristei hat das ehemalige Friedhofskreuz einen geschützten Platz gefunden. Es wird Franz Xaver Anton Hauser (1712–1772) zugeschrieben, ist aber augenscheinlich eine Kopie.
Die drei Altäre hat nach Brommer der Schwarzwälder Altarschreiner Franz Xaver Stoehr – ebenfalls nach Brommer Mitarbeiter Matthias Fallers – in einheitlichem Spätbarock mit schwingenden Gesimsen gefertigt. Sie tragen die Wappen der Stifter: fünf Silberkugeln auf schwarzem Schild für Ferdinand Sebastian Freiherrn von Sickingen-Hohenburg (1715–1772), zwei rote Hirschgeweihe und Löwenpaare auf weißem Schild für seine zweite Frau Maria Anna Sophia Schenk Gräfin zu Castell (1734–1778).

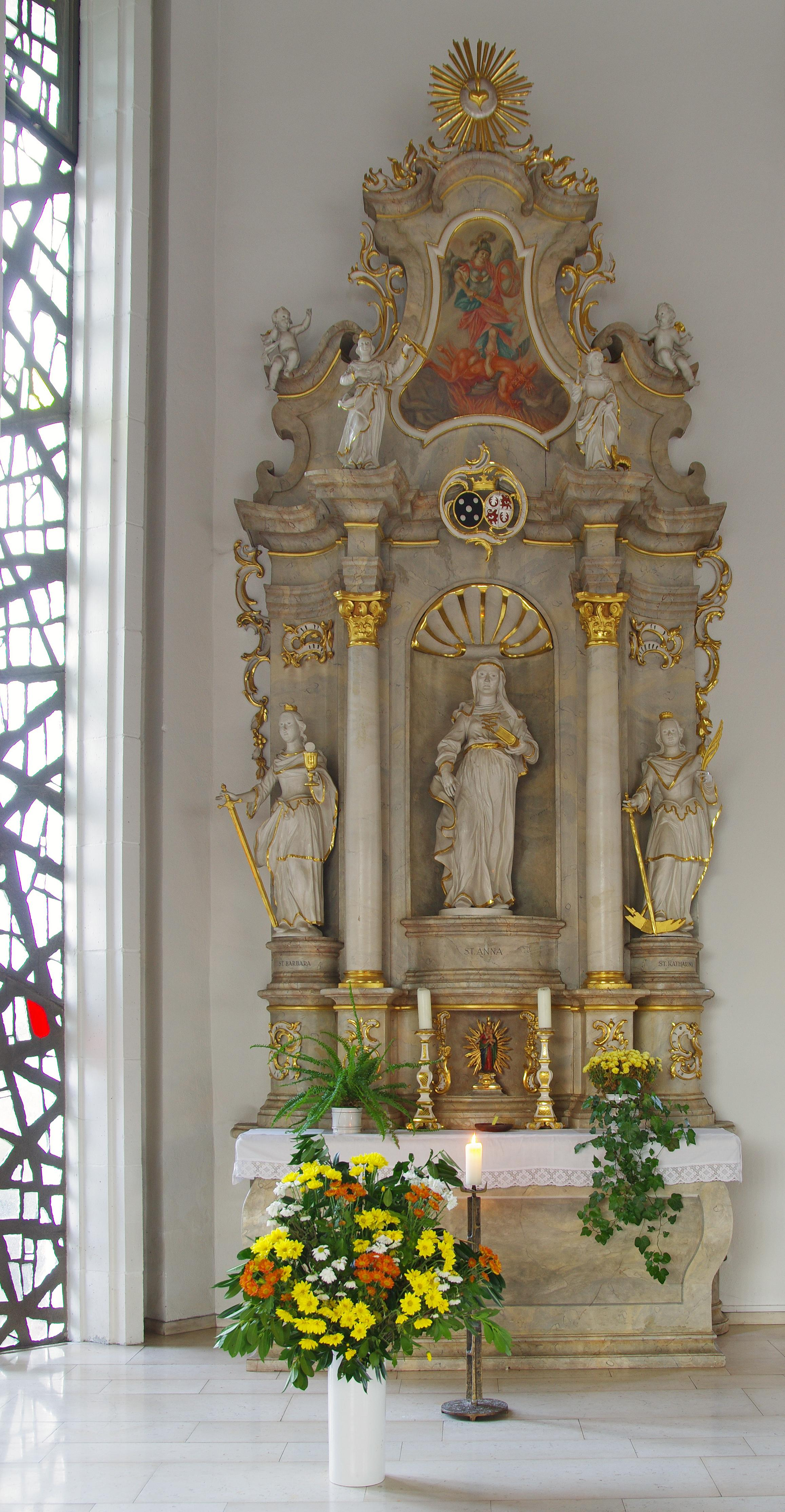
Linker Seitenaltar
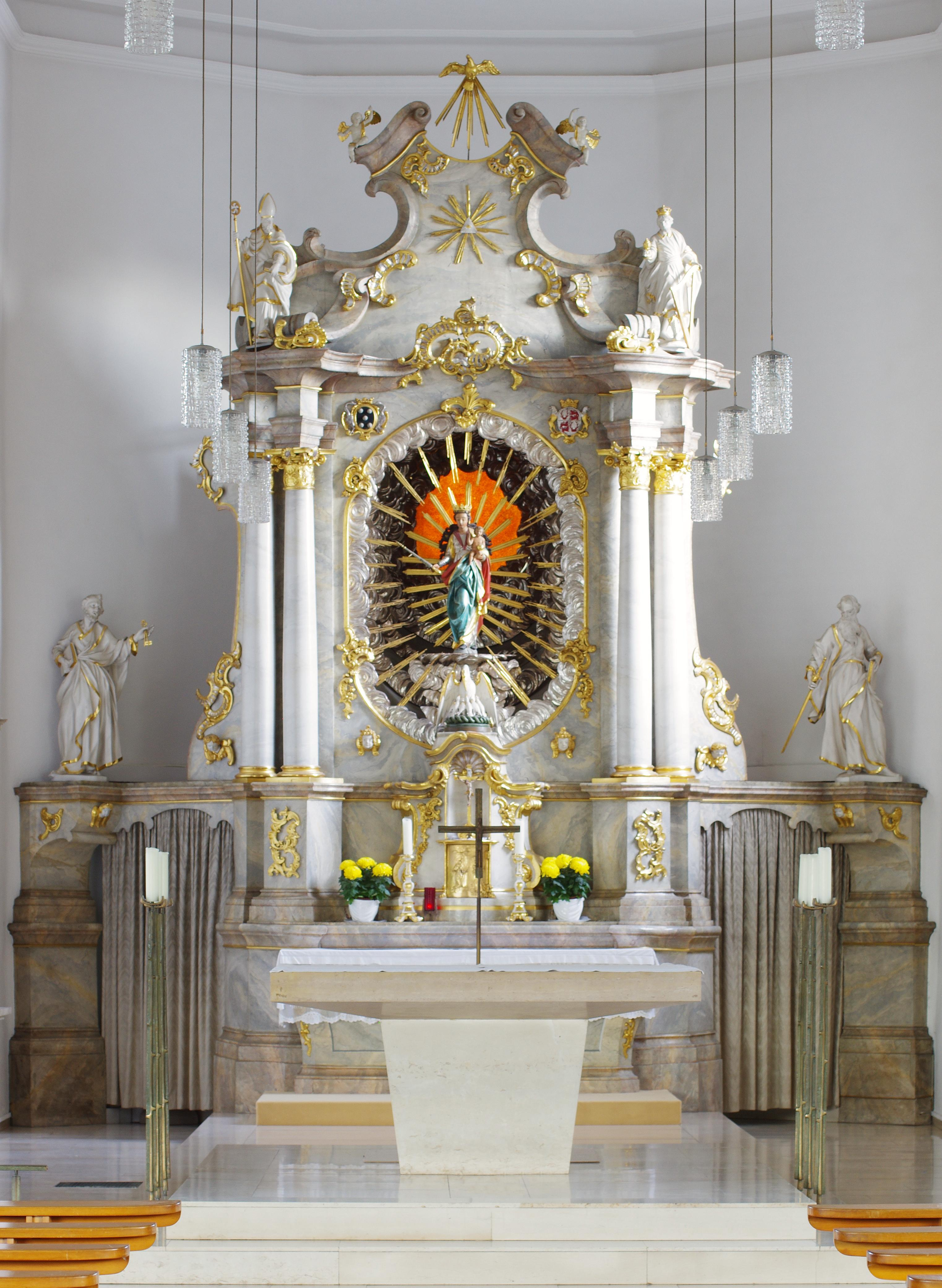
Hauptaltar
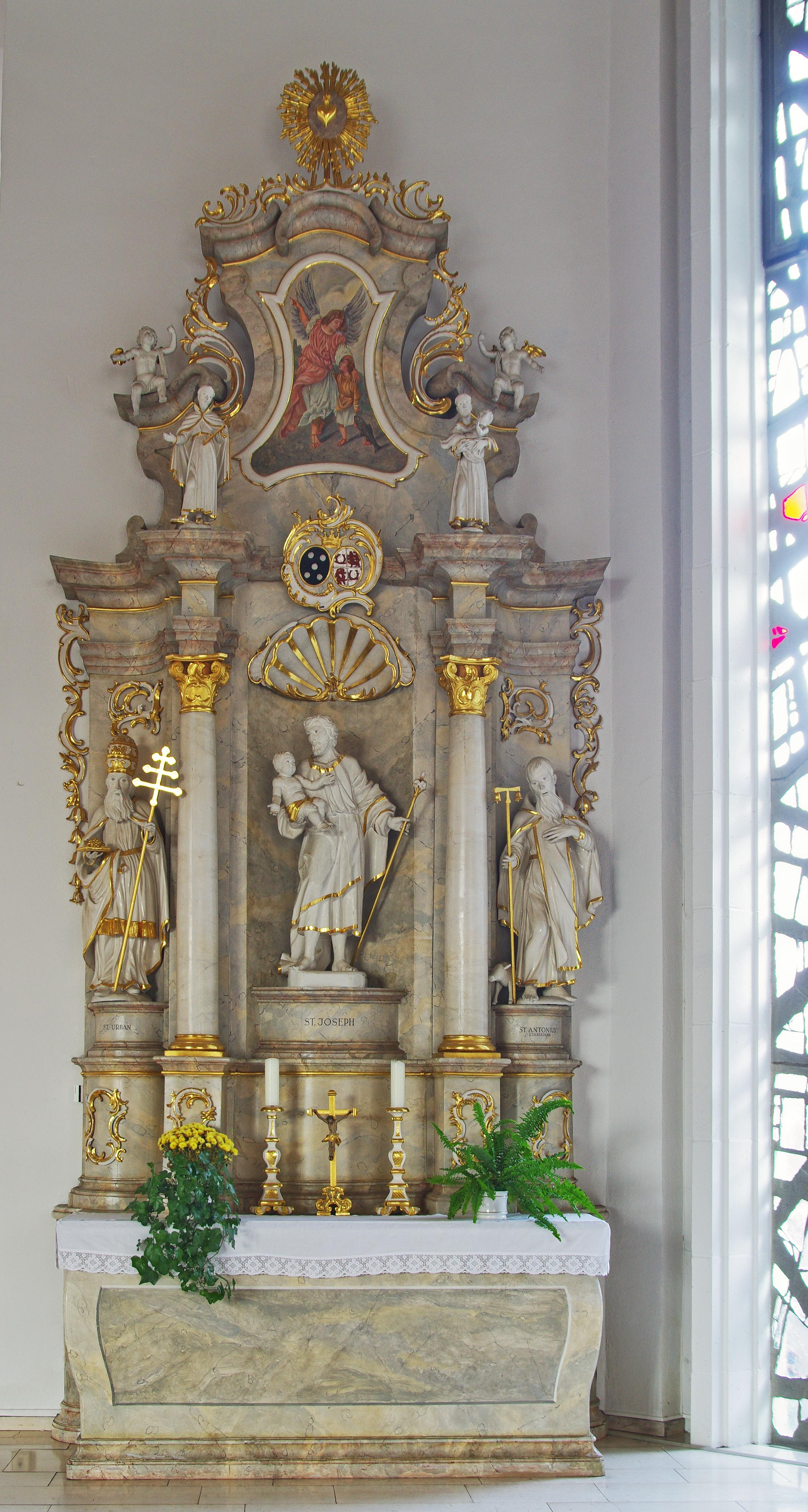
Rechter Seitenaltar

Den Mittelpunkt des Hochaltars bildet eine Franz Hauser (1651–1717) zugewiesene Madonnenstatue in einem Wolkenkranz. Simon Petrus links und Paulus von Tarsus rechts sollen von Matthias Faller geschnitzt sein. Auf dem Gesims stehen links Ambrosius von Mailand und rechts König David. Geflügelte Engelputten sitzen auf dem gesprengten Giebel. In der Mittelachse folgen von oben nach unten auf eine Heiliggeisttaube das Auge Gottes, die Madonna, der seine Jungen mit seinem Herzblut nährende Pelikan, Symbol der Eucharistie, und auf dem Tabernakel eine Verkündigung des Herrn.
Mittelpunkt des linken Seitenaltars, des Annenaltars, ist eine Statue der heiligen Anna, nach der Überlieferung Mutter der heiligen Maria. Links von ihr steht die heilige Barbara von Nikomedien mit Kelch und Schwert, rechts die heilige Katharina von Alexandrien mit ihrem zerbrochenen Rad, auf dem Gesims links Ursula von Köln mit drei Pfeilen in der linken Hand, rechts Agnes von Rom mit ihrem Lamm. Auf dem gesprengten Giebel sitzen wieder geflügelte Putten. In der Mittelachse folgen von oben nach unten auf das von einem goldenen Strahlenkranz umgebene und von einem Schwert durchbohrte Herz Mariens ein Gemälde des Engelssturzes, die beiden Stifterwappen, die Annenfigur und ganz unten eine kleine Madonnenstatue, die sogenannte Kleine Madonna, das alte Gnadenbild, nach Brommer ein Werk der Renaissance.
Der rechte Seitenaltar, Josefsaltar, gleicht dem linken. Mittelpunkt ist eine Statue des heiligen Josef von Nazaret, 1963 nach barockem Vorbild. Links von ihm steht Urban I., Patron der Winzer, mit Weintrauben auf einem Buch, rechts Antonius der Große mit Taustab, Glöckchen und Schwein, auf dem Gesims links Franz von Assisi mit einem Kreuz in der Hand, rechts Antonius von Padua mit dem Jesuskind auf dem Arm. Ein wenig höher sitzen die beiden Putten. In der Mittelachse entspricht zuoberst das von goldenem Strahlenkranz umgebene Herz Jesu dem Herzen Mariens des linken Altars. Darunter folgen ein Gemälde des Tobias, wie er, von einem Engel geleitet, seinem Vater einen Fisch zur Heilung von dessen Blindheit bringt, dann die Stifterwappen und die Josefsfigur.

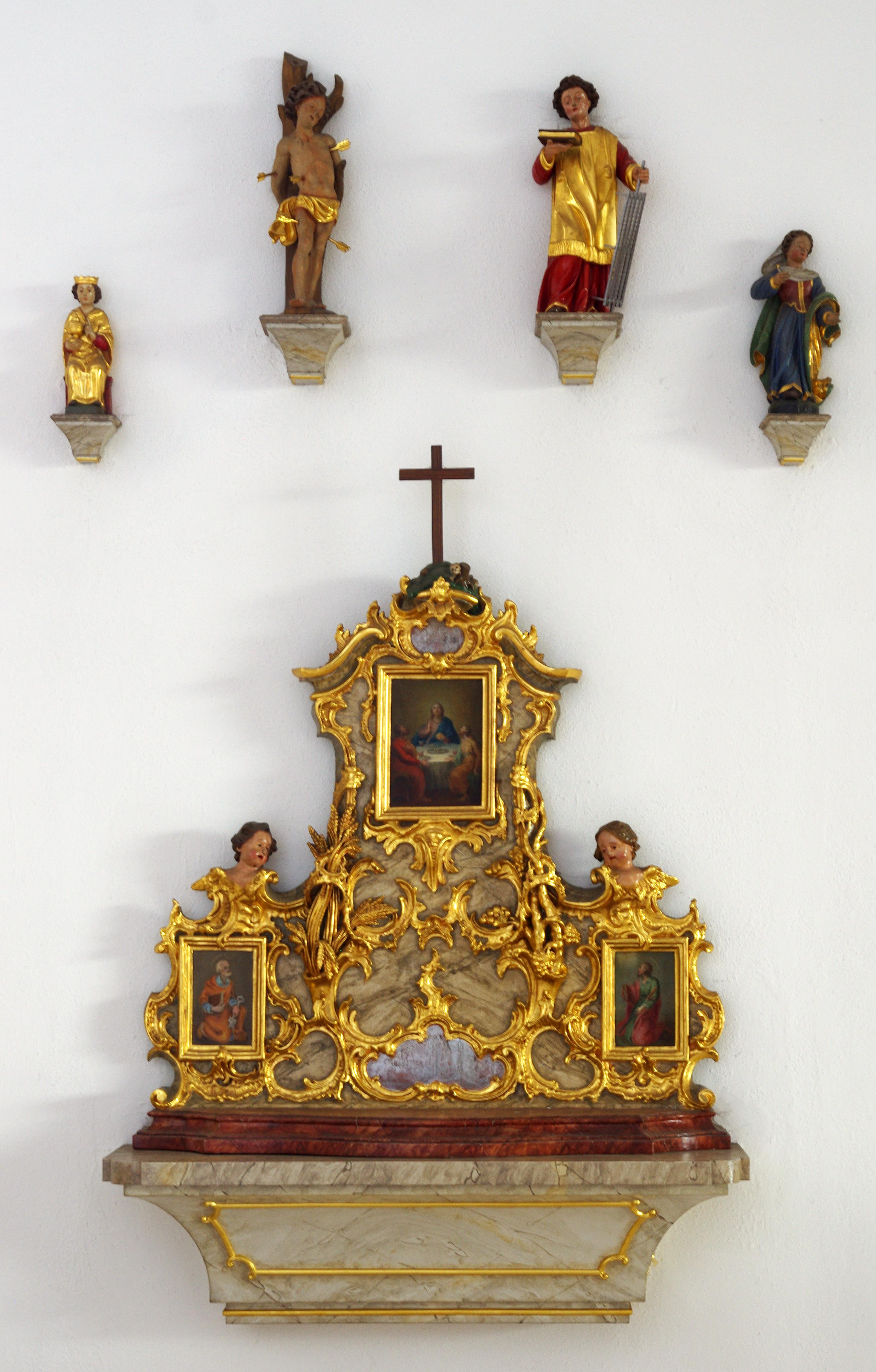
Tragaltärchen und Statuetten an der südlichen Chorwand

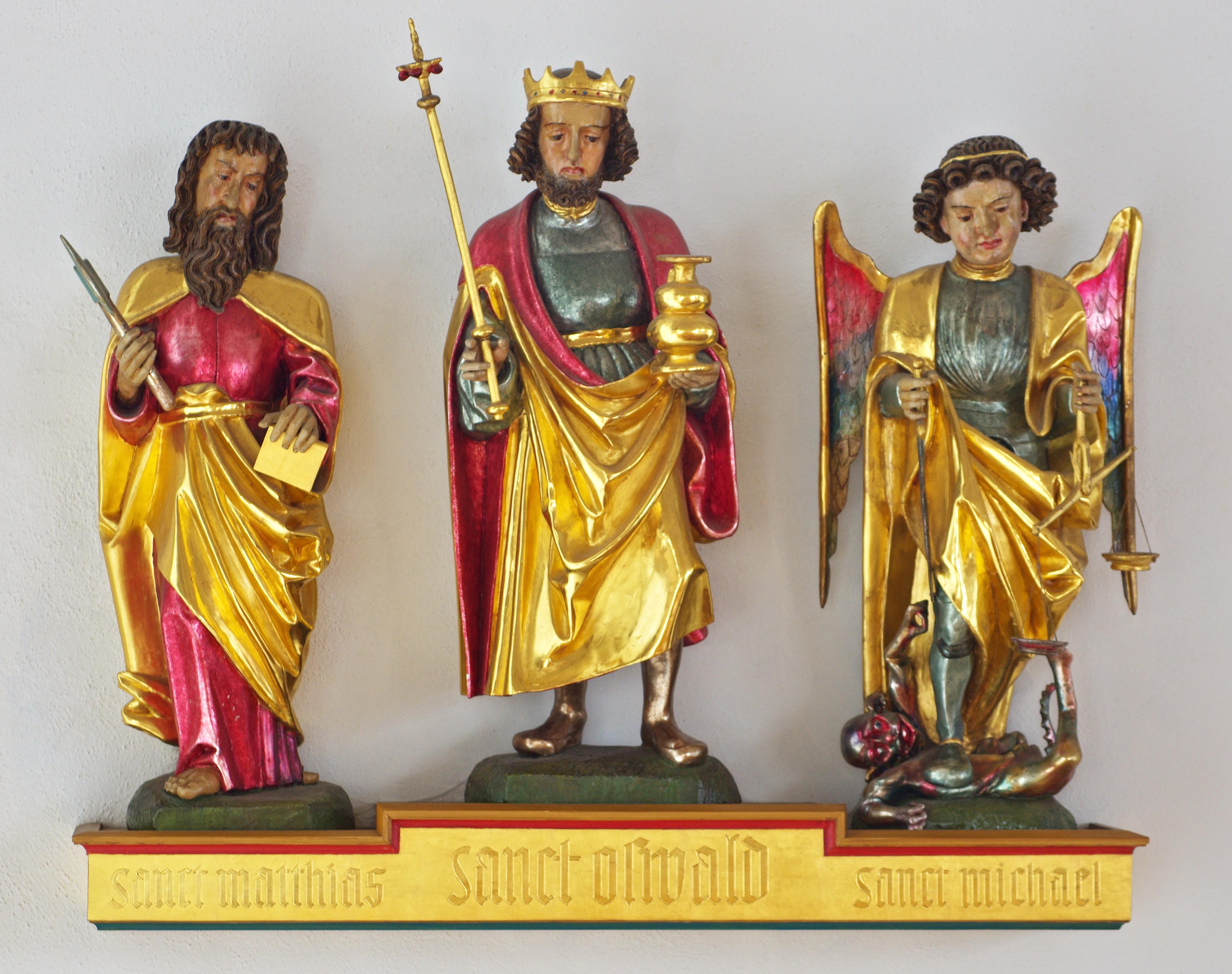
Schreinfiguren des Oswald-Altars

Nicht zum Vollzug der Liturgie gehörig, sondern in der Kirche glücklich museal verwahrt, sind weitere religiöse Kunstwerke aus Hinterzarten. Links und rechts der Orgel hängen je zwei quadratische Gemälde mit den vier Evangelisten. Sie gehören zu insgesamt vierzehn Tafeln, die bis zur Umgestaltung von 1962/63 die Decke des Langhauses zierten. Die restlichen zehn Tafeln hängen, öffentlich zugänglich, im nördlich der Kirche an der Stelle des ehemaligen Pfarrhauses errichteten Gemeindezentrum. An der Westwand der Kirche hängen auch zwei ehemalige Oberbilder der Altäre.
An der südlichen Chorwand ist ein zierliches Rokoko-Tragaltärchen befestigt, Matthias Faller zugeschrieben und mit Rocaillen und Engelsköpfchen sehr ähnlich seinen Tabernakeln in der Kirche des Klosters St. Peter auf dem Schwarzwald und in St. Ursula. Wie dort erinnert ein Totenschädel am Fuß des Kreuzes an Golgota. In das Schnitzwerk eingesetzt sind kleine Bilder des Abendmahls Jesu sowie der Apostel Petrus und Paulus. Über dem Altärchen sind Statuetten der Heiligen Oswald, mit Krone und Doppelpokal, Sebastian, von Pfeilen durchbohrt, Laurentius von Rom mit seinem Rost und einer nicht durch Attribute gekennzeichneten Heiligen befestigt.
Seine Zuflucht gefunden hat in der Kirche ihr ältestes Kunstwerk, die Figurengruppe Matthias-Oswald-Michael aus dem Schrein des Oswald-Altars der Filialkirche St. Oswald im Höllental. Nachdem die Gruppe 1963 und dann wieder 1980 gestohlen worden war, wurde sie, restauriert, an der Nordwand von Maria in der Zarten sicherer untergebracht. Im Höllental ist sie durch Kopien ersetzt, der Altarschrein, das Gesprenge und die gemalten Flügel dort sind dagegen ursprünglich. Die Gesprengefigur des heiligen Sebastian ist seit dem Diebstahl verschollen. Zuvor wenig beachtet, wurde der Altar 1998 von dem Nürnberger Kunsthistoriker Andreas Curtius als Gemeinschaftswerk dem Bildschnitzer Hans Wydyz und Mitarbeitern aus der Werkstatt des Malers Hans Baldung zugeschrieben.
Links steht der Apostel Matthias mit Buch und Axt, barfüßig und in langem Gewand. In der Mitte trägt der heilige Oswald Krone, Zepter, einen Doppelpokal und eine Rüstung unter dem Königsmantel. Der Erzengel Michael, geflügelt und ebenfalls mit einer Rüstung unter seinem Mantel, hält in der Rechten einen Stab (statt des originalen Schwerts), in der Linken die Seelenwaage. Er tritt auf einen Teufel. Hans Wydyz’ Aufenthalt im nahen Freiburg im Breisgau von 1512 bis 1518 und Stilvergleich etwa mit dem Dreikönigsaltar im Freiburger Münster führen zu dem Schluss: „Die großen Übereinstimmungen mit der persönlichen Handschrift Wydyz' lassen es geraten erscheinen, die vier Figuren des Oswald-Altars, auf jeden Fall die drei Schreinfiguren, Wydyz persönlich zuzuschreiben.“
Die Orgel auf der Empore über dem Eingangsbereich der Kirche mit 25 klingenden Registern auf zwei Manualen und Pedal stammt aus dem Jahr 1977 von der Firma Mönch & Prachtel aus Überlingen. Davor wurde von 1963 an eine elektronische Orgel genutzt.

## Glocken
Im Kirchturm hängt ein sechsstimmiges Glockengeläut aus Bronze, das aus einer historischen Glocke aus dem Jahr 1645 von Christof Reble aus Villingen (Nr. 4) und fünf 1957 von Friedrich Wilhelm Schilling in Heidelberg gegossenen Glocken besteht. Das Läutemotiv ist der Hymnus Salve Regina. Da die historische Glocke fast wie Glocke 3 klingt, werden diese beiden Glocken nie zusammen geläutet.
| Glocke | Name             | Durchmesser | Gewicht | Schlagton | Inschrift                                                                                   |
| ------ | ---------------- | ----------- | ------- | --------- | ------------------------------------------------------------------------------------------- |
| 1      | Christusglocke   | 1156 mm0    | 1074 kg | f'±0      | CHRISTUS VINCIT / CHRISTUS REGNAT / CHRISTUS IMPERAT                                        |
| 2      | Marienglocke     | 1027 mm0    | 727 kg  | g′-2      | MARIA IN DER ZARTEN / WIR DEINE HILF ERWARTEN                                               |
| 3      | Josefsglocke     | 916 mm      | 495 kg  | a′-2      | ST. JOSEF / DU DER KIRCHE SCHUTZPATRON / SEI SCHILD / WO HIRT UND HERD GEFAHREN DROHN       |
| 4      |                  | 916 mm      | 500 kg  | a′+1      | MAHTAEUS SCHWERER UND ANDREAS IMBER HAILIGENPFLEGER – CHRISTOF REBLE ZVO VILLINGEN GOS MICH |
| 5      | Bernhardusglocke | 763 mm      | 287 kg  | c″±0      | BERNHARD VON BADEN / RITTER VOLL TUGEND SCHÜTZE DIE HEIMAT / FÜHRE DIE JUGEND               |
| 6      | Michaelsglocke   | 680 mm      | 203 kg  | d″-2      | ST. MICHAEL / DU STARKER HELD / FÜRS GOTTESREICH ZIEH MIT ZU FELD                           |

Auf allen vier Seiten des Turms befinden sich Zifferblätter der Turmuhr. Die Zeiger werden angetrieben von einem mechanischen Räderuhrwerk, das auch für den Uhrschlag sorgt. Glocke 1 dient für den Stundenschlag, die Glocken 3 und 5 sorgen für den Viertelstundenschlag.

## Würdigung
Nach Ekkehard Liehl und Hermann Brommer überzeugt die Synthese aus mittelalterlichem Turmuntergeschoss, barockem Turmoberteil, barockem Chor, barocker Ausstattung und modernem Zentralbau ästhetisch. Höhepunkte der Ausstattung seien die drei miteinander harmonierenden Altäre, das Tragaltärchen Matthias Fallers und die vermutlich Wydyzschen Skulpturen, durch die Wydyz' Œvrekatalog bemerkenswert erweitert worden sei.